# Malleval (Loire)
Malleval település Franciaországban, Loire megyében. Lakosainak száma 619 fő (2022. január 1.). Malleval Bessey, Chavanay, Lupé, Maclas és Saint-Pierre-de-Bœuf községekkel határos.

## Népesség
A település népességének változása:
| Lakosok száma | 347  | 342  | 427  | 528  | 571  | 579  | 578  | 566  | 562  | 619  |
|               | 1968 | 1982 | 1990 | 2006 | 2013 | 2015 | 2017 | 2019 | 2020 | 2022 |